# Aurelio Hevia y Alcalde
Aurelio Hevia y Alcalde (1866-1945) fue un político cubano, secretario de Gobernación de la República de Cuba.

## Biografía
Nacido el 25 de octubre de 1866 en La Habana, se licenció en Derecho Civil. Participó en la guerra del 95 y alcanzó el grado de coronel del Ejército Libertador. Fue varias veces secretario interino de Gobernación y, más adelante, durante el Gobierno de Estrada Palma, ejerció como director del Departamento de Estado, desde el cual organizó el servicio diplomático y consultar. Autor de varios trabajos sobre derecho público y asuntos internacionales, hacia mediados de la década de 1910 desempeñaba el cargo de secretario de Gobernación. Fallecido el 22 de enero de 1945, fue padre de Carlos Hevia.